# Kanton Évrecy
Kanton Évrecy (fr. Canton d'Évrecy) je francouzský kanton v departementu Calvados v regionu Normandie. Od roku 2015 se skládá ze 32 obcí, do té doby byl tvořen 26 obcemi.

## Obce kantonu
- Amayé-sur-Orne
- Avenay
- Baron-sur-Odon
- Bougy
- Bourguébus
- La Caine
- Clinchamps-sur-Orne
- Esquay-Notre-Dame
- Évrecy
- Feuguerolles-Bully
- Fontaine-Étoupefour
- Fontenay-le-Marmion
- Garcelles-Secqueville
- Gavrus
- Grainville-sur-Odon
- Grentheville
- Hubert-Folie
- Laize-la-Ville
- Maizet
- Maltot
- May-sur-Orne
- Mondrainville
- Montigny
- Préaux-Bocage
- Rocquancourt
- Saint-Aignan-de-Cramesnil
- Saint-Martin-de-Fontenay
- Sainte-Honorine-du-Fay
- Soliers
- Tilly-la-Campagne
- Vacognes-Neuilly
- Vieux

## Obce kantonu (do roku 2015)
- Amayé-sur-Orne
- Avenay
- Baron-sur-Odon
- Bougy
- La Caine
- Curcy-sur-Orne
- Esquay-Notre-Dame
- Éterville
- Évrecy
- Feuguerolles-Bully
- Fontaine-Étoupefour
- Gavrus
- Goupillières
- Hamars
- Maizet
- Maltot
- Montigny
- Ouffières
- Préaux-Bocage
- Sainte-Honorine-du-Fay
- Saint-Martin-de-Sallen
- Tourville-sur-Odon
- Trois-Monts
- Vacognes-Neuilly
- Verson
- Vieux